# Zach Brown (cestista)
Zachary Garrett Brown, detto Zach (Houston, 28 settembre 1995), è un cestista statunitense.